# Caille-lait blanc
Galium mollugo
Espèce
Classification phylogénétique
Statut de conservation UICN

 LC  : Préoccupation mineure
Le Caille-lait blanc (Galium mollugo L.), ou Gaillet mou (smooth bedstraw pour les anglophones), est une plante herbacée vivace de la famille des rubiacées. On la connaît également sous le nom de gaillet mollugine.

## Description
Plante à tige quadrangulaire robuste, longue de 15 cm à 1 m. Feuilles verticillées par 6 à 9. Fleurs blanches en inflorescence à 4 pétales en croix partant de l'aisselle des feuilles et les dépassant longuement.
Elle possède des tiges souterraines traçantes.

## Cycle
Plante vivace, hémicryptophyte.

Floraison de mai à septembre.

## Habitat
Plante très commune, se rencontrant dans les lisières, les haies, les broussailles, chemins, prairies et pentes jusqu'à 2 100 m.
Aime les sols secs à mi-secs, alcalins et riches.

## Usages
À l'instar de nombreuses rubiacées, on peut extraire un colorant naturel rouge de ses racines.
Des cultures de cellules de caille-lait blanc en suspension ont été testées, pour biosynthétiser des anthraquinones (molécules actives de certains pesticides, répulsive pour les oiseaux).
Cette espèce est aussi parfois utilisée comme plante médicinale
Tous les gaillets sont considérés comme comestible, et on peut notamment en tirer des jus végétaux. Il n'est cependant pas recommandé de l'introduire hors de son aire naturelle de répartition, car elle se montre alors volontiers envahissante, voire invasive. En Amérique du Nord, cette espèce se propage le long des voies de transports, où elle prend la place d'espèces autochtones. Comme le bétail évite de le consommer dans les pâturages, l'espèce peut aussi y proliférer et remplacer des cultures fourragères plus appétentes.
Elle semble présenter un intérêt pour la phytoremédiation, notamment pour l'extraction du zinc et du cadmium selon G. Meunier & C. Lavoie (2020).

## Prédateurs
Comme cette espèce est devenue invasive dans certains pays où elle a été introduite, elle a fait l'objet d'études visant à mieux comprendre son écologie et à identifier ses prédateurs : dans ce cadre, en 1984,  145  espèces d'insectes phytophages, 101 pollinisateurs, 7 acariens et 2 espèces de champignons pathogènes avaient déjà été trouvés chez 10 espèces de Galium échantillonnés en Amérique du Nord et en Eurasie lors d'une recherche d'agents potentiels de lutte biologique. Les Cecidomyiidae européens, dont Geocrypta galii (H. Low) et Schizomyia galiorum Kieffer semblaient être les plus prometteurs.

## Recherche
Outre des flavonoïdes connus, trois composés inhabituels de dioxatricyclodécénones (mollugoside A, E-mollugoside B et Z-mollugoside B), ont été isolés en Algérie dans des parties aériennes de Galium mollugo. In vitro, ces flavonoïdes et le mollugoside A ont considérablement réduit la génération d'espèces réactives de l'oxygène (ROS) dans les fibroblastes humains.